# Castell de Clairà
El Castell de Clairà era un castell medieval d'estil romànic del segle x situat en el poble de Clairà, de la comuna del mateix nom, a la comarca del Rosselló (Catalunya del Nord).
El castell era en el punt més alt del poble de Clairà, al costat sud-oest de l'església parroquial de Sant Vicenç.

## Història
Segons Pere Ponsich, des del segle xi és documentada la família dels Clairà. senyors del castell i del poble d'aquest nom i vassalls dels senyors de Canet. Al segle xiii Clairà estava sota el domini del Comte de Rosselló, i el 1233 el comte Nunó Sanç va atorgar carta de privilegis als habitants del castell i vila de Clairà, carta que fou confirmada per Jaume I el 1244 i per l'infant Jaume el 1262, abans de ser comte de Rosselló i rei de Mallorca.